# Stary dworzec kolejowy w Nowych Skalmierzycach
Stary dworzec kolejowy w Nowych Skalmierzycach – budynek dworca kolejowego w Nowych Skalmierzycach wybudowany w latach 1895–1896.
Po wcześniejszym otrzymaniu koncesji Towarzystwa Budowy Dróg Żelaznych, w dniu 31 stycznia 1896 uruchomiono z osady – linię kolejową do Ostrowa Wielkopolskiego przez Śliwniki, Ociąż i Czekanów. Połączenie przyczyniło się do intensywnego rozwoju miejscowości, w 1906 wydłużono połączenie do pobliskiego Kalisza i wybudowano nowy, monumentalny graniczny dworzec, pełniący swe funkcje do dziś.
Do lat 90. XX wieku do starego dworca przylegała czynna linia torów kolejowych, użytkowana do przewozów towarowych; w późniejszym czasie zdemontowana.
Budynek dawnego dworca zaadaptowano na cele mieszkalne.